# M1904 6吋攻城砲
M1904式6吋攻城砲 (俄语：6-дюймовая осадная пушка образца 1904 года)是俄羅斯帝國152.4mm 口徑的重型攻城砲。由Perm Works所製造，總共大概有200門砲製造出來。

## 簡介
它參與了 第一次世界大戰，俄國內戰和一些在20世紀早期發生於俄羅斯帝國的區域衝突。此砲一直於紅軍中作為庫存備用品直到1930年代早期才慢慢的被152-mm gun M1910/30和152-mm gun M1910/34所取代，且於152-mm howitzer-gun model 1937 (ML-20)被採用後除役。
有一部分的M1904在芬蘭內戰中被芬蘭擄獲，那些火砲被使用在日後的冬季戰爭和繼續戰爭中。
現存的M1904可以在芬蘭的海門林納和芬蘭堡的火砲博物館，比利時布魯塞爾的皇家武裝力量與軍事史博物館，還有一些位於法國的要塞中找到。

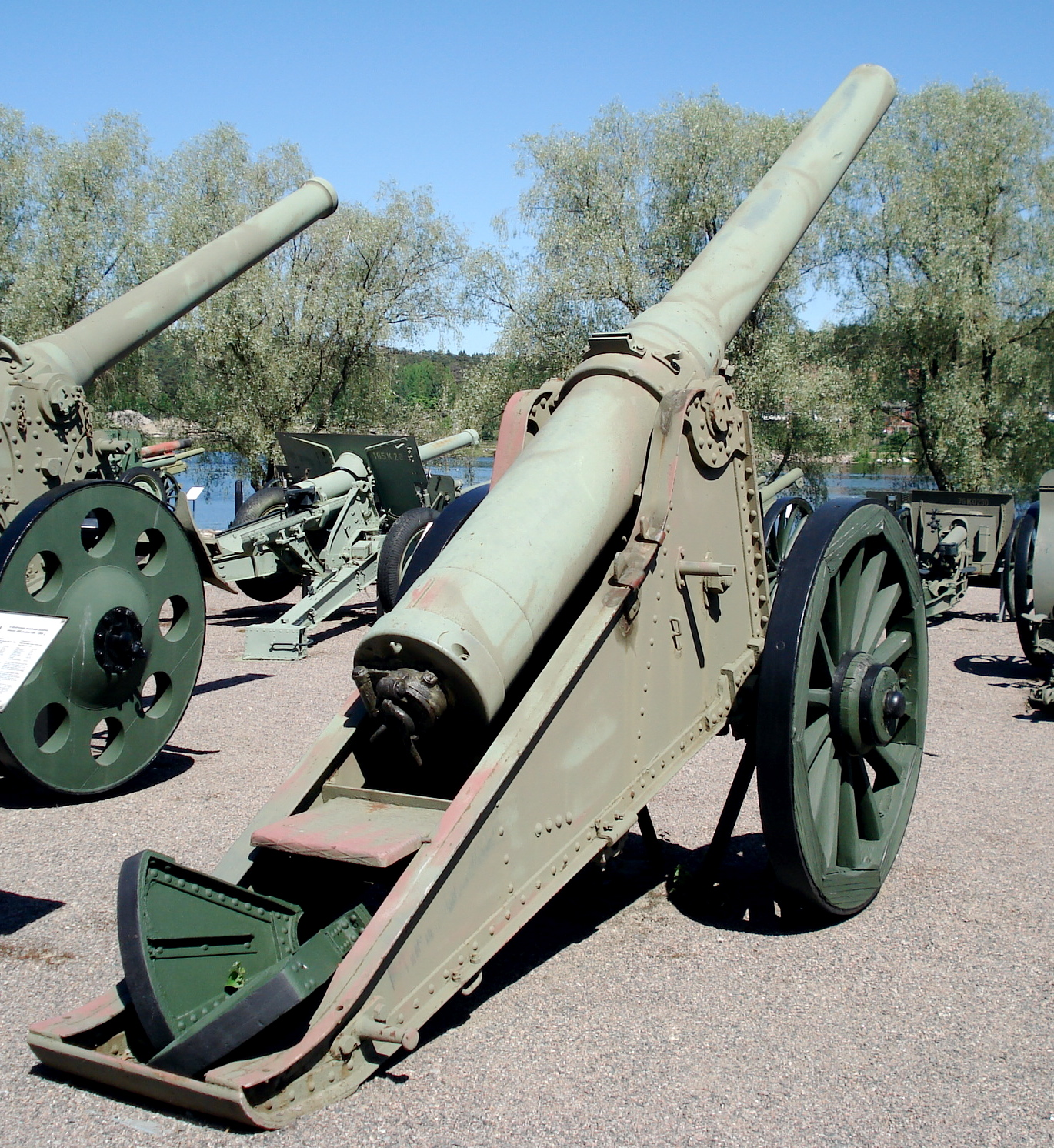
在芬蘭赫爾辛基火砲博物館的M1904。

## 外部連結
- Old Russian guns of the Finnish Army 1918-45 at Jaegerplatoon.net （页面存档备份，存于）